# Sorin Ilfoveanu
 Sorin Ilfoveanu  (n. 23 mai 1946, Câmpulung Muscel) este un pictor și desenator român contemporan, recunoscut în țară și peste hotare.

## Biografie

### Formare
- 1953-1964 urmează cursurile liceului „I. Brătianu” în Pitești, unde a fost coleg, printre alții, cu Daniel Turcea
- 1964-1970 urmează cursurile Universității de Artă din București la clasa maestrului Corneliu Baba, asistent Liviu Lăzărescu, avându-i colegi, printre alții, pe Mihai Cismaru, Ștefan Câlția, Sorin Dumitrescu și profesori: Eugen Schileru, la istoria artei, Ghițescu, la anatomie, Simion Iuca, la gravură.
- Din 1971 este Membru al Uniunii Artiștilor Plastici din România.

### Activitate universitară
- 1992-1996 este șef al catedrei de pictură din Universitatea de Arte București
- 1996-2000 este Decan al Facultății de Arte Plastice din cadrul Universității de Artă din București
- 2004-2006 Rector al Universității Naționale de Arte din București

## Expoziții personale – selecție

### 1960-1990
- 1968 - Muzeul de Artă din Pitești
- 1970 - Galeria Galateea, București
- 1972 - Galeria Apollo, București
- 1975 - Muzeul de Artă din Cluj-Napoca
- 1977 - Galeriile Municipiului București
- 1982 - Galeria Simeza, București
- 1984 - I M S Gallery, Oslo
- 1985 - Muzeul Național de Artă, București
- 1987 - Galeria Marais, Paris
- 1988 - Institutul Francez, București

### 1990 -2000
- 1993 - Galeriile Artexpo, Teatrul Național București
- 1994 - Galeria First, Timișoara
- 1993 - Centrul Cultural Român, Viena

### După 2000
- 2000 - Muzeul Național de Artă, București
- 2001 - Galeria MMG, Tokyo
- 2002 - "Codex Ilfoveanu", Galeria de INTERESE, București
- 2002 - Muzeul Brukenthal, Sibiu
- 2002 - Muzeul de Artă din Cluj Napoca
- 2008 - holul Bibliotecii Județene Argeș "Dinicu Golescu" - Pitești
- 2010 - „Galeria Arcade 24”, Bistrița, curator Oliv Mircea;
- 2011 -„Ilfoveanu 2011”-pictură, Sala Dalles, București, curator Radu Boroianu
- 2011 - „Desene 2008 - 2011”, AnnArt Gallery, București

### Expoziții de grup – selecție
- 1969 - Astra, Brașov
- 1972 - "Arta portretului", Galeria Apollo, București
- 1973 - Expoziție cu prilejul celui de-al 11-lea Congres Internațional de Estetică, București
- 1974 - "Desenul român contemporan", Muzeul Național de Artă, București

- "Arta si energie", Galeria Noua, București
- 1975 - "Obiect, Imagine, Sunet", Galeria Nouă, București
- 1978 - Galeriile de Artă ale Municipiului București
- 1982 - Centrul Internațional de Presă, Atena
- 1984 - Galeria I.M.S., Oslo
- 1987 - Galeria Orizont, București
- 1988 - Galeria Volda, Norvegia
- 1989 - Arnhem, Olanda
- 1991 - Galeria Volda, Norvegia
- 1993 - Centrul Cultural Român, Viena
- 1995 - Muzeul de Artă din Götteborg, (cu Ștefan Câlția și Ion Iancuț)
- 1997 - Tegnerforbundet Hall, Oslo

- Fundația Culturală din Abu-Dhabi, Emiratele Arabe Unite
- Muzeul de Artă din Sharjah, Emiratele Arabe Unite
- 1998 - Expoziție organizată de Wolfgang Schriner la Muzeul din Bad Steuben,

Germania
- "Transfigurații", expoziție de grup organizată de Fundația Anastasia la Mucsarnok, Ungaria
- Expoziție la Galeriile Bancorex, împreună cu sculptorul Adrian Ilfoveanu
- 1999 - "Sacrul în Artă", Palatul Parlamentului, București

"Maculata Conceptie", Muzeul Literaturii Române, București, împreună cu Adrian Ilfoveanu și Ștefan Agopian
- 2000 - Galeria Jungersted & Brostrom, Copenhaga
- 2002 - Galeria Littman & White, Portland, SUA
- 2009 - Expoziția Saga Ilfoveanu, (Sorin, Ana-Ruxandra, Adrian, Nicu Ilfoveanu), Galeria ArtSociety
- 2009 - Mitologie Soggettive, Rocca Paulina, Perugia, Italia;
- 2010 - ZOOMANIA.RO, Muzeul Național de Artă Contemporană, București;

### Simpozioane și festivaluri de artă
- 1977 - Voos-Bergen, Norvegia
- 1978 - Bienala de la Veneția, Italia
- 1982 - Bienala de la Valparaiso, Chile
- 1986 - Festivalul Internațional de Pictură, Cagnes-sur-Mer, Franța
- 1988 - Olimpiada Artelor, Seoul, Coreea de Sud

## Alte activități
- 1970 - 1973 - organizează Muzeul de Artă din Pitesti, în colaborare cu Virgil Poleac
- 1974 - realizează frescele Teatrului "Al. Davilla" din Pitesti, împreună cu Dan Broscauțeanu și Ștefan Câlția
- 1975 - înființează filiala din Pitești a Uniunii Artiștilor Plastici din România
- 1978 - restaurează Palatul Ghika Tei din București, împreună cu Dan Broscauțeanu și Elena Roșca
- 1992 - 1998 - organizează anual o tabără de pictură la vila "Florica", în Argeș
- 1993 - lansează caietul Șapte Psalmi, editat de Sorin Dumitrescu la Editura Anastasia
- 2001 - sfințirea troiței construită împreună cu fiii săi în Rădești

## Burse, premii și distincții
- 1972 - Bursa Uniunii Artiștilor Plastici din România
- 1972 - Premiul pentru Tineret al Uniunii Artiștilor Plastici
- 1981 - Premiul Academiei Române pentru Pictură
- 1981 - Premiul pentru Pictura al Uniunii Artiștilor Plastici
- 1999 - Premiul Primăriei Municipiului București - ARCUB
- 1999  - Premiul pentru Arta Plastică al Revistei "Cuvântul"
- 2000 - Ordinul Național - Serviciul Credincios în Grad de Mare Ofițer
- 2001 - Marele Premiu al Uniunii Artiștilor Plastici
- 2011 - Premiul Prometheus pentru Opera Omnia